# 제3의 매력
《제3의 매력》은 2018년 9월 28일부터 2018년 11월 17일까지 JTBC에서 방영된 JTBC 금토 드라마이다.

## 등장 인물

### 주요 인물
- 서강준 : 온준영 역
- 이솜 : 이영재 역
- 민우혁 : 신호철 역 - 성형외과 의사
- 김윤혜 : 민세은 역 - 민원실 신임 순경

### 온준영의 주변 인물
- 이상이 : 현상현 역 - 준영의 절친
- 박규영 : 온리원 역 - 준영의 동생
- 박지일 : 준영 아버지 역
- 오영실 : 준영 어머니 역

### 이영재의 주변 인물
- 양동근 : 이수재 역 - 영재의 오빠
- 이윤지 : 백주란 역 - 영재의 절친, 헤어디자이너

### 그 외 인물
- 이연두 : 정인 역 - 수재의 전 여자친구
- 신도현 : 김소희 역 - 영재의 고교 동창생이자 훗날 톱스타
- 이하율 : 강철남 역 - 주란의 썸남
- 우정국 : 정형사 역
- 김기무 : 공형사 역
- 신주협 : 리원 후배 역
- 윤정혁 : 이형사 역
- 이청미 : 미영 역 - 영재의 고교 동창
- 앤덥 : 준영의 대학동창 역
- 박유림 : 누리 역 - 주란 헤어샾 인턴
- 이채경 : 서민영 역 - 민원실장
- 강상원 : 고민준 역 - 아이돌 스타
- 이지현 : 세은 어머니 역
- 서은우 : 오수아 역 - 상현의 가게 재즈가수
- 김한나
- 김윤배
- 손민호
- 장기용
- 양대혁 : 주광호 역
- 이혜은
- 김미서
- 정지원
- 정홍재
- 김다희
- 박지나
- 박선주
- 김대국
- 최찬숙
- 전은미
- 손정림
- 미석
- 황재열
- 배기범
- 김종호
- 재호 : 재우 역 - 온리원의 후배
- 박현진
- 이홍내
- 김선화
- 안수빈
- 옥주리
- 정건주
- 조문의
- 이광세
- 신선희
- 이재은
- 이지훈
- 장유진
- 김현숙
- 황명환
- 김하늘
- 박채이
- 염지영

### 특별출연
- 변기수
- R.Tee
- 최병모 : 디자이너 홍 역
- 최재환 : 가물치 역
- 정영기
- 이시후 : 백주란의 맞선남
- 정건주 : 결혼식 축가 부른 한류스타

### 우정출연
- 정필규

## 촬영지
- 부산대학교
- 서경대학교
- 카페 로쏘
- 임진각 평화누리공원
- 명월이네
- 미앤미헤어 - 새봄미장원
- 양수철교
- 원효대교
- 용마폭포공원
- 인천국제공항
- 실베스 대성당
- Fonte de Letras 서점
- 베나길 동굴
- 애보라 로마신전
- Chafariz das Janelas Verdes
- Atira-te ao rio

## 시청률
최저 시청률과 최고 시청률은 시청률 조사회사와 지역별로 시청률에 차이가 있을 수 있습니다.
| 2018년 | 2018년    | 2018년     |
| 회차   | 방송일    | AGB 시청률 |
| ------ | --------- | ---------- |
| 제1회  | 9월 28일  | 1.804%     |
| 제2회  | 9월 29일  | 1.795%     |
| 제3회  | 10월 5일  | 2.859%     |
| 제4회  | 10월 6일  | 3.374%     |
| 제5회  | 10월 12일 | 2.722%     |
| 제6회  | 10월 13일 | 2.970%     |
| 제7회  | 10월 19일 | 3.050%     |
| 제8회  | 10월 20일 | 3.035%     |
| 제9회  | 10월 26일 | 1.979%     |
| 제10회 | 10월 27일 | 2.348%     |
| 제11회 | 11월 2일  | 2.614%     |
| 제12회 | 11월 3일  | 2.614%     |
| 제13회 | 11월 9일  | 2.220%     |
| 제14회 | 11월 10일 | 2.824%     |
| 제15회 | 11월 16일 | 2.178%     |
| 제16회 | 11월 17일 | 2.934%     |